# Fonti e storiografia su Annibale

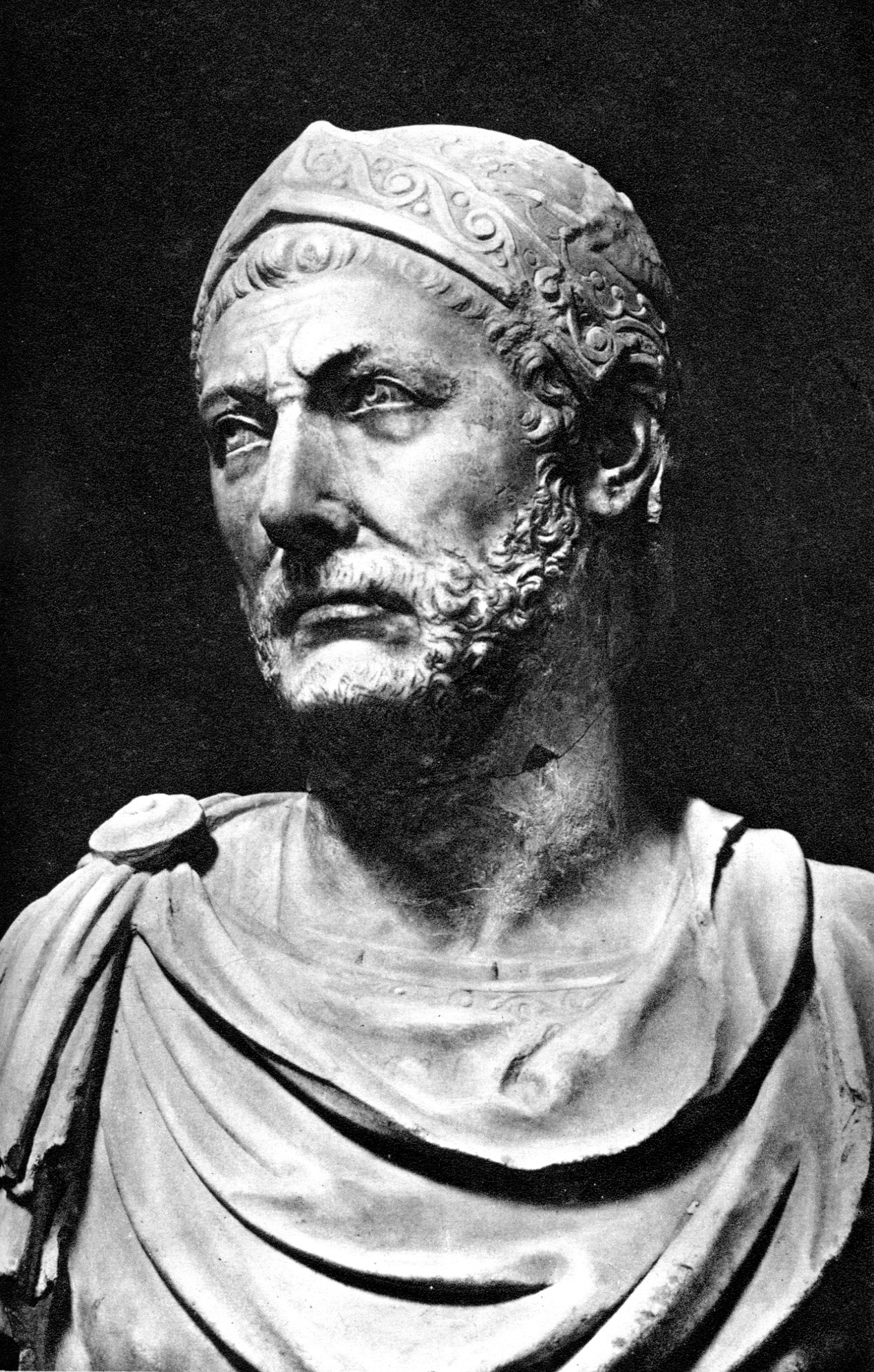
Un busto di marmo, ritenuto di Annibale, ritrovato a Capua; alcuni storici hanno messo in dubbio la sua autenticità

Per fonti e storiografia su Annibale si intendono le principali fonti (letterarie, numismatiche, archeologiche, ecc.) contemporanee alla vita del condottiero cartaginese, nonché la descrizione degli eventi di quel periodo e l'interpretazione datane dagli storici, formulandone un chiaro resoconto (logos), grazie anche all'utilizzo di più discipline ausiliarie.

## Fonti biografiche
Le principali fonti per la vita e il ruolo di Annibale sono rappresentate dalla biografia di Cornelio Nepote (De viris illustribus), oltre a Polibio (Storie), Tito Livio (Ab Urbe condita libri), Appiano di Alessandria (Historia romana), Cassio Dione Cocceiano (Historia romana), Velleio Patercolo (Historiae Romanae ad M. Vinicium consulem libri duo), e le biografie di Plutarco su Fabio Massimo, Claudio Marcello e Scipione Africano.

## Giudizi storici

### Annibale nella storiografia antica

#### Lapunica fides
Le vicende della vita di Annibale sono state ampiamente trattate dagli storici greci e latini: in particolare quest'ultimi nel definire la figura del condottiero cartaginese usano le espressioni militares virtutes e punica fides volendo far risaltare come accanto all'apprezzamento delle indiscusse doti militari convivesse nei suoi confronti un giudizio di diffidenza e disprezzo per il tradimento della parola data, atteggiamento questo ritenuto tipico dei cartaginesi (punica fides) e giudicato altamente disonorevole dai Romani che «con il nemico [sembrano instaurare] un rapporto che, nell’ostentato ripudio di ogni fellonia, richiama alla mente l’etica cavalleresca di età medioevale» Un comportamento di lealtà che valeva nei confronti di popoli ritenuti simili giuridicamente e moralmente ai Romani, altrimenti non vi era iustum bellum ma latrocinium, una violenza caotica tipica dei ladroni di strada.
Anche i Romani però, ammaestrati dalle esperienze passate, dovranno imparare a usare la menzogna e a considerare che nell'arte della guerra rientrano anche la furbizia e la frode. Dopo la sconfitta del Trasimeno, i Romani instaurarono un nuovo culto alla dea dell'accortezza Mens collegata a Venere, madre di Enea, il pio eroe, capostipite dei Romani, dotato di ingegno e benvoluto dagli dei, da contrapporre agli inganni cartaginesi ispirati alla graeca fides di Ulisse.

#### Lemilitares virtutes
In genere gli storici antichi concordano sul fatto che Annibale si fosse proposto un obiettivo troppo grande per le sue forze e che la sua "superbia" alla fine fosse stata punita con la sconfitta. Così la pensa Giovenale che giudica transeunte la gloria umana dei grandi personaggi con la locuzione Expende Hannibalem, pesa Annibale nei grammi di cenere che ne sono rimasti.
Cornelio Nepote lo esalta come condottiero di pari valore alla forza di Roma:
, alla fine fu sconfitto perché abbandonato e tradito dai suoi stessi concittadini così che «l’ostilità di molti soverchiò il valore di uno solo».
Diodoro Siculo giudica non solo Annibale ma anche il padre Amilcare come grandi comandanti cartaginesi e in particolare 
 A queste doti Annibale poteva inoltre aggiungere la sua abilità nel tenere uniti i diversi popoli che facevano parte del suo esercito..
Famoso è il ritratto di Annibale tracciato dallo storico romano Tito Livio, che descrisse vizi e virtù del grande condottiero cartaginese:
(Livio, XXI, 4.5-8.)
Egli aveva però anche notevoli vizi secondo lo storico:
(Livio, XXI, 4.9.)
Lo stesso Livio però concorda con Appiano nel riferire che Annibale alla fine ebbe una sorta di rispetto religioso quando decise di non attaccare Roma per obbedire a una divinità:

#### Il giudizio storico di Polibio
Lo storico greco Polibio pur riferendo che:
(Polibio, IX, 26.11.)
tenta di scrivere una storia "pragmatica" neutrale e oggettiva, emettendo nel complesso un giudizio storico positivo su Annibale e non dando molto credito alle accuse contro di lui.
Polibio, pur essendo ostaggio greco a Roma, entrato nel circolo degli Scipioni – acerrimi nemici del cartaginese – ne loda le qualità di condottiero: 
(Polibio, XI, 19.)
Polibio in conclusione non esita a dichiarare la sua profonda ammirazione per Annibale giudicato unico protagonista degli eventi storici che coinvolsero Roma e Cartagine:
L'unica "colpa" di Annibale fu quella di essersi scontrato con il grande popolo romano:
La sconfitta di Annibale è il tributo alla fatale grandezza di Roma: 
In riferimento alla proverbiale venalità dei Cartaginesi e alla tendenza a non rispettare i patti Polibio giustifica Annibale ritenendo che quello fu mal consigliato e costretto dalle circostanze a tradire la fiducia concessagli. Per cui alla fine «... è assai difficile esprimere un giudizio sulla vera natura di Annibale»

#### La propaganda romana
La figura di Annibale, il grande nemico di Roma, ha sofferto inevitabilmente di una storica distorsione nelle fonti romane, ovviamente molto ostili, in quanto Roma lo considerò il peggior nemico che avesse dovuto fronteggiare nella sua storia.
Cicerone quando parlava dei due grandi nemici di Roma usò per Pirro il termine "onorevole", mentre definiva "crudele" Annibale.
Le accuse al cartaginese in realtà sono in parte tendenziose e frutto della propaganda romana. Riguardo alla sua presunta crudeltà e empietà, le fonti ricordano peraltro che, quando al Lago Trasimeno morì il console Gaio Flaminio, Annibale ne cercò invano il corpo sul campo di battaglia. In un'altra occasione le ceneri del console Marcello furono restituite alla famiglia. Ma quando Marco Livio Salinatore e Gaio Claudio Nerone sconfissero Asdrubale alla Battaglia del Metauro, la testa del fratello di Annibale fu gettata nel campo cartaginese.
Silio Italico esprime un severo giudizio sulle qualità morali di Annibale:
ma lo elogia come bravo soldato con i suoi soldati
e esperto dell'arte bellica:
 ha compiuto imprese che lo rendono simile a Eracle.
Come è accaduto nella celebrazione poetica degli antichi eroi anche per Annibale Silio ne descrive lo scudo dove è raffigurata la fondazione di Cartagine, vari personaggi come Didone, Enea, Amilcare, Santippo, la crocifissione di Attilio Regolo e Annibale che attraversa l'Ebro per muovere guerra a Roma.
Luciano di Samosata nei suoi Dialoghi dei morti immagina un confronto tra Alessandro, Annibale, presentato come nemico dichiarato della civiltà greca e romana, e Scipione su chi fosse stato il miglior comandante. Il giudice Minosse decreterà che Alessandro sarà il primo fra i condottieri più famosi del mondo fino ad allora, Scipione secondo e Annibale ultimo ma non meno importante.
Il confronto tra i tre personaggi sarà ripreso nei Dialogues des morts di F. de S.Fénelon (1712).
Publio Vegezio Renato (seconda metà IV secolo – V secolo) ritiene che le doti militari di Annibale risalgano alle qualità belliche degli Spartani:
Lo storico Giovanni Brizzi ha dato una nuova interpretazione delle accuse di crudeltà e ferocia rivolte dalla tradizione antica ad Annibale; lo studioso sostanzialmente afferma che effettivamente durante la campagna d'Italia il condottiero si comportò con grande brutalità e commise numerose atrocità come l'uccisione di prigionieri, i saccheggi, le devastazioni dei terreni coltivati, le deportazioni, l'uccisione in massa di civili, la profanazione di luoghi santi. Soprattutto nell'ultima parte della campagna egli infierì ancor più su avversari e popolazioni ritenute infide. Lo storico inoltre ritiene che il misterioso personaggio di "Annibale Monomaco" descritto da Polibio e ritenuto dallo storico greco il principale fautore nell'esercito cartaginese di un comportamento brutale e di una condotta criminale della guerra, non sia un personaggio reale ma una specie di alter ego fittizio di Annibale creato dalla fantasia dello storico spartano Sosilo per rappresentare letterariamente il "lato oscuro" della personalità del cartaginese.

#### La venalità e le astuzie di Annibale
Luoghi comuni e aneddoti circolavano a Roma sulla venalità e furbizia di Annibale molto tempo dopo le sue vicende.
Cornelio Nepote racconta come Annibale fece riempire molte anfore di piombo coprendole con un velo d'oro o d'argento e le portò nel tempio di Diana per far credere ai cretesi che volesse loro affidare la custodia delle sue ricchezze. Lo stesso autore riferisce lo stratagemma che Annibale mise in atto riempiendo di serpenti velenosi dei vasi di terracotta che lanciò nelle navi nemiche di Eumene: 
Polibio, Livio e Appiano raccontano come Annibale per verificare la lealtà dei suoi alleati celti si infiltrasse tra loro travestito con parrucche e in vari abbigliamenti per prevenire probabili congiure.
Livio e Appiano riferiscono ancora come Annibale fece entrare nell'accampamento romano che assediava Capua alcuni suoi soldati che parlavano latino a spargere la voce che il console Fulvio Flacco aveva deciso di lasciare il campo.
Gli stessi autori raccontano come il condottiero cartaginese mandò ai cittadini di Salapia un disertore romano con una lettera recante il sigillo di Marcello, in mano di Annibale prima che si sapesse della morte di quello, che ordinava di aprire subito le porte della città all'esercito di Marcello che stava per arrivare.

### Storiografia successiva

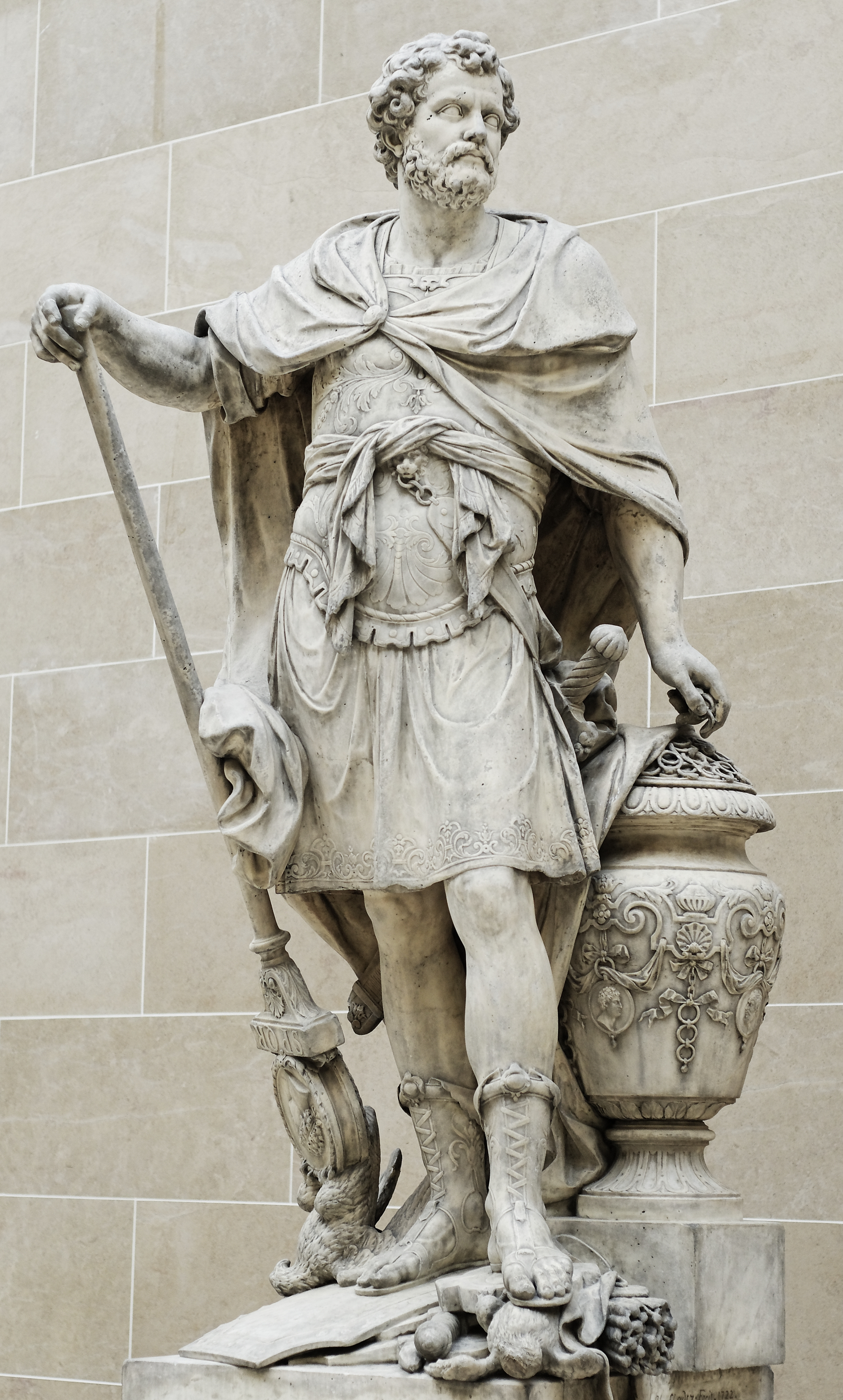
Annibale Barca che conta gli anelli dei cavalieri romani caduti nella battaglia di Canne (scultura di Sébastien Slodtz del 1704, Museo del Louvre di Parigi)

Il nome di Annibale è molto conosciuto nella cultura popolare, a dimostrazione della sua importanza nella storia del mondo occidentale. L'autore dell'articolo nell'Enciclopedia Britannica del 1911 così lo descrive:
Secondo il filosofo francese Montesquieu:
Le parole di Napoleone Bonaparte:
Il politico e storico francese Adolphe Thiers, paragonandolo a Alessandro Magno, Giulio Cesare e Napoleone Bonaparte, ha scritto:
Lo storico tedesco Leopold von Ranke:
Anche il grande storico tedesco Theodor Mommsen ha esaltato Annibale nella sua monumentale opera dedicata a Roma antica:
Annibale fu anche l'eroe preferito di Sigmund Freud, come egli stesso riferisce ne L'interpretazione dei sogni, perché rappresenterebbe il conflitto tra la tenacia degli ebrei e la Chiesa Cattolica..
La storiografia moderna considera senza dubbio Annibale uno dei più grandi condottieri di tutti i tempi, "insuperato" nell'antichità, ed evidenzia la sua grande capacità di comando, la esatta comprensione della strategia e della tattica sulla base della moderna scuola ellenistica, la perfetta conoscenza di ogni aspetto dell'arte militare, qualità sviluppate fin dalla giovane età sotto il consiglio del padre Amilcare. In un lavoro di Giovanni Brizzi del 2011 si definisce espressamente Annibale "il più grande generale di tutti i tempi". Dal punto di vista della percezione politica della realtà invece il condottiero cartaginese è apparso agli storici meno perspicace e non perfettamente edotto delle caratteristiche effettive dello stato romano-italico. Verosimilmente egli, legato alla cultura greca e ai suoi ideali di libertà politica, si attendeva una pronta defezione generale degli alleati italici e una entusiastica adesione ai suoi sbandierati programmi di liberazione dei popoli dal predominio di Roma. In questo caso Annibale non comprese completamente la reale solidità della struttura politica della Repubblica romana, sottovalutò la capacità di resistenza dei suoi avversari e la concordanza di interessi economico-politici delle classi dominanti dei popoli alleati di Roma.
Odiato e temuto dai romani in vita e anche dopo la sua morte, Annibale con il trascorrere del tempo divenne ed è rimasto un personaggio quasi mitologico della storia del mondo occidentale; nei secoli la sua figura è stata studiata con maggiore equanimità dagli storici e le colpe attribuitagli dalla propaganda romana riguardo alla sua crudeltà e alla sua slealtà sono state in gran parte messe da parte e depurate dagli elementi propagandistici presenti. Annibale è assurto a "eroe epico", non privo di una tragica grandezza morale per la sua coerenza, l'incorruttibilità, la linearità sia nei periodi di massimo successo come nelle infelici fasi finali della sua vita, fino al tragico suicidio con cui egli volle concludere con dignità la sua esistenza dedicata interamente alla lotta contro il predominio di Roma.